# Aeshna umbrosa
Aeshna umbrosa är en trollsländeart. Aeshna umbrosa ingår i släktet mosaiktrollsländor, och familjen mosaiktrollsländor. IUCN kategoriserar arten globalt som livskraftig.

## Underarter
Arten delas in i följande underarter:
- A. u. occidentalis
- A. u. umbrosa

## Bildgalleri

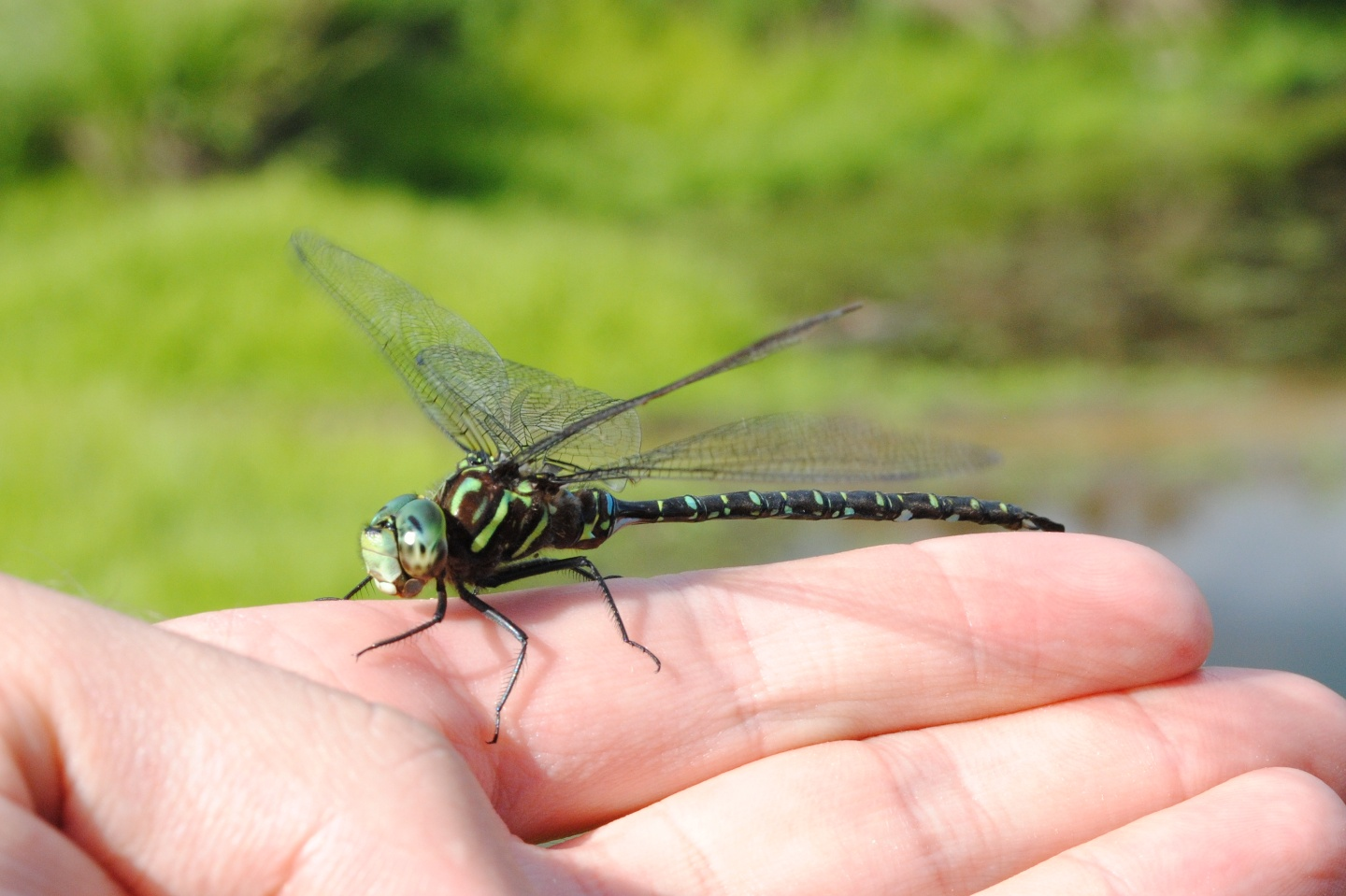